# Let's Love
«Let's Love» —en español: «Amémonos»— es una canción realizada por el disc jockey y productor francés David Guetta, con la colaboración de la cantante australiana Sia. Fue lanzado mundialmente el 11 de septiembre de 2020 a través de Parlophone. La canción fue escrita por Guetta, Giorgio Tuinfort, Marcus van Wattum y Sia.

## Antecedentes
Es la novena colaboración entre ambos, David Guetta colaboró anteriormente con Sia en los sencillos «Titanium», «She Wolf (Falling to Pieces)», «Wild One Two», «Bang My Head», «The Whisperer», «Helium», «Light Headed» y «Flames». Guetta reveló que estaba en Miami durante la pandemia de COVID-19 cuando envió un mensaje de texto a Sia y le preguntó si quería «salvar el mundo con un disco alegre e ir contra la tendencia». En un principio envió a Sia unos acordes de piano, sobre los que Sia grabó voces y le devolvió una balada. Guetta quería que el tema se sintiera «más feliz», y lo convirtió en un tema de pop sintetizado de los años 80. Guetta dijo a Forbes que Pat Benatar, que le gustaba tanto a Sia como a él, fue una gran influencia para «Let's Love».
El sencillo se anunció el 27 de agosto de 2020 a través de las redes sociales de Guetta, y se puso a disposición de los interesados en las plataformas de streaming. La pista fue adelantada en TikTok antes de su lanzamiento; Guetta añadió una declaración, diciendo: «Lo que me encanta es estar en el estudio y hacer música, especialmente aquí en Ibiza. Dime lo que te gusta. Dime lo que te gusta, enséñame lo que te gusta. Envíame tus vídeos, cualquier cosa que te apasione. Creo que la vida no es nada sin una pasión y quiero que celebremos la vida juntos». Respecto al lanzamiento de la canción, Guetta declaró que «durante este tiempo de aislamiento, me he sentido increíblemente inspirado para lanzar música que tenga una energía edificante».

## Composición y recepción de la crítica
«Let's Love» es una canción de synth pop, synthwave y new wave con influencias de los 80s. Fue escrita por David Guetta, Giorgio Tuinfort, Marcus van Wattum y Sia en la tonalidad de Re menor. La voz de Sia en la canción abarca un rango de Fa3 a Re5.
Ben Kaye, de Consequence of Sound, describió la canción como «un edificante banger ochentero» con «un ritmo ochentero que está a pocas notas electrónicas de Sing Street». The Official Charts Company también describió a «Let's Love» como un tema con «sintetizadores resplandecientes y un tempo edificante que yuxtaponen el paisaje de trap, alternativa, y emo rap de 2020 en la música». Varios periodistas también señalaron la similitud del tema con «Love Is a Battlefield» de Pat Benatar.

## Lista de canciones
- Descarga digital y streaming[4]

1. "Let's Love" – 3:20

- Descarga digital y streaming – David Guetta & MORTEN Future Rave Remix[14]

1. "Let's Love" (David Guetta & MORTEN Future Rave Remix) – 3:42
2. "Let's Love" (David Guetta & MORTEN Future Rave Remix) [Extended] – 4:39

- Descarga digital y streaming – Cesqeaux Remix[15]

1. "Let's Love" (Cesqeaux Remix) – 3:26
2. "Let's Love" (Cesqeaux Remix) [Extended] – 4:00

- Descarga digital y streaming – Robin Schulz Remix[16]

1. "Let's Love" (Robin Schulz Remix) – 2:52
2. "Let's Love" (Robin Schulz Remix) [Extended] – 4:13

- Descarga digital y streaming – Acoustic[17]

1. "Let's Love" (Acoustic) – 3:25
2. "Let's Love" – 3:20

- Descarga digital y streaming – Vintage Culture, Fancy Inc Remix[18]

1. "Let's Love" (Vintage Culture, Fancy Inc Remix) – 3:40
2. "Let's Love" (Vintage Culture, Fancy Inc Remix) [Extended] – 5:26

- Descarga digital y streaming – DJs from Mars Remix[19]

1. "Let's Love" (DJs from Mars Remix) – 3:10
2. "Let's Love" (DJs from Mars Remix) [Extended] – 4:21

- Descarga digital y streaming – Aazar Remix[20]

1. "Let's Love" (Aazar Remix) – 4:02

## Créditos y Personal
Créditos adaptados de Tidal.
- David Guetta - producción, instrumentos, programación
- Sia Furler - voz principal
- Giorgio Tuinfort - producción, instrumentos, piano, programación
- Marcus van Wattum - producción, instrumentos, programación
- Marcel Schimscheimer - bajo
- Pierre-Luc Rioux - guitarra
- Peppe Folliero - masterización, mezcla

## Posicionamiento en listas
| País                                                    | Mejor posición |
| (2020–2021)                                             | (2020–2021)    |
| ------------------------------------------------------- | -------------- |
| Alemania (Offizielle Deutsche Charts)                   | 30             |
| Argentina (Argentina Hot 100)                           | 59             |
| Australia (Australia Digital Song Sales) (Billboard)    | 6              |
| Austria (Ö3 Austria Top 40)                             | 56             |
| Bélgica (Flandes) (Ultratop 50)                         | 15             |
| Bélgica (Valonia) (Ultratop 50)                         | 2              |
| CEI (Tophit)                                            | 6              |
| Croacia (Croatia Airplay) (HRT)                         | 1              |
| Escocia (Scottish Singles Sales Chart)                  | 7              |
| Eslovaquia (Rádio Top 100)                              | 15             |
| Eslovenia (SloTop50)                                    | 2              |
| Estados Unidos (Hot Dance/Electronic Songs (Billboard)) | 9              |
| Francia (SNEP)                                          | 47             |
| Hungría (Dance Top 40)                                  | 18             |
| Hungría (Rádiós Top 40)                                 | 8              |
| Hungría (Single Top 40)                                 | 9              |
| Israel (Media Forest)                                   | 47             |
| Italia (FIMI)                                           | 45             |
| México (Mexico Airplay) (Billboard)                     | 1              |
| Países Bajos (Dutch Top 40)                             | 7              |
| Países Bajos (Mega Single Top 100)                      | 37             |
| Polonia (Polish Airplay Top 100)                        | 18             |
| República Checa (Rádio Top 100)                         | 37             |
| Reino Unido (UK Singles Chart)                          | 53             |
| Rumania (Airplay 100)                                   | 95             |
| Rusia (Tophit)                                          | 5              |
| Serbia (Radiomonitor)                                   | 13             |
| Suiza (Schweizer Hitparade)                             | 47             |
| Ucrania (Tophit)                                        | 54             |

| País                                | Lista (2020)                             | Posición |
| ----------------------------------- | ---------------------------------------- | -------- |
| Bélgica                             | Ultratop Wallonia                        | 58       |
| Comunidad de Estados Independientes | Tophit                                   | 73       |
| Estados Unidos                      | US Hot Dance/Electronic Songs Billboard) | 79       |
| Hungría                             | Dance Top 40                             | 93       |
| Países Bajos                        | Dutch Top 40                             | 38       |
| Rusia                               | Russia Airplay (Tophit)                  | 81       |

| País   | Organismo certificador | Certificación | Ventas | Ref.   |
| ------ | ---------------------- | ------------- | ------ | ------ |
| Italia | FIMI                   | Platino       | 70 000 | [ 57 ] |